# Östra Fågelviks socken
Östra Fågelviks socken i Värmland ingick i Väse härad, uppgick 1967 i Karlstads stad och området ingår sedan 1971 i Karlstads kommun och motsvarar från 2016 Östra Fågelviks distrikt.
Socknens areal är 85,25 kvadratkilometer varav 80,63 land. År 2000 fanns här 3 343 invånare. Tätorterna Skattkärr och Alster (del av) samt sockenkyrkan Östra Fågelviks kyrka ligger i socknen.   

## Administrativ historik
Socknen har medeltida ursprung. 1595 utbröts en del till den då nybildade Nyeds socken. Före den 1 januari 1886 (ändring enligt beslut den 17 april 1885) var namnet Fågelviks socken.
Vid kommunreformen 1862 övergick socknens ansvar för de kyrkliga frågorna till (Östra) Fågelviks församling och för de borgerliga bildades (Östra) Fågelviks landskommun. Landskommunen uppgick 1967 i Karlstads stad som 1971 ombildades till Karlstads kommun. Församlingen uppgick 2006 i Väse-Fågelviks församling.
1 januari 2016 inrättades distriktet Östra Fågelvik, med samma omfattning som församlingen hade 1999/2000.  
Socknen har tillhört län, fögderier, tingslag och domsagor enligt vad som beskrivs i artikeln Väse härad. De indelta soldaterna tillhörde Närkes regemente, Alsters kompani.

## Geografi
Östra Fågelviks socken ligger öster om Karlstad kring sjön Gapern i norr med en vik av Vänern i söder. Socknen är en slättbygd i söder och kuperad skogsbygd i norr.

## Fornlämningar
Från bronsåldern finns spridda gravrösen i kustlägen. Från järnåldern finns två gravfält och en fornborg.

## Namnet
Namnet skrevs 1400 Fuglauik och syftar på en fågelrik vik nära där kyrkan byggdes.

## Befolkningsutveckling
| Befolkningsutvecklingen i Östra Fågelviks socken 1750–1990                                               | Befolkningsutvecklingen i Östra Fågelviks socken 1750–1990 | Befolkningsutvecklingen i Östra Fågelviks socken 1750–1990 | Befolkningsutvecklingen i Östra Fågelviks socken 1750–1990 | Befolkningsutvecklingen i Östra Fågelviks socken 1750–1990 |
| --- | ---------------------------------------------------------- | ---------------------------------------------------------- | ---------------------------------------------------------- | ---------------------------------------------------------- |
| |                                                            |                                                            |                                                            |                                                            |
| År |                                                            |                                                            | Folkmängd                                                  |                                                            |
| 1750 | 1750                                                       |                                                            | 915                                                        |                                                            |
| 1760 | 1760                                                       |                                                            | 997                                                        |                                                            |
| 1769 | 1769                                                       |                                                            | 976                                                        |                                                            |
| 1780 | 1780                                                       |                                                            | 902                                                        |                                                            |
| 1790 | 1790                                                       |                                                            | 1 123                                                      |                                                            |
| 1800 | 1800                                                       |                                                            | 1 180                                                      |                                                            |
| 1810 | 1810                                                       |                                                            | 1 179                                                      |                                                            |
| 1820 | 1820                                                       |                                                            | 1 244                                                      |                                                            |
| 1830 | 1830                                                       |                                                            | 1 305                                                      |                                                            |
| 1840 | 1840                                                       |                                                            | 1 488                                                      |                                                            |
| 1850 | 1850                                                       |                                                            | 1 704                                                      |                                                            |
| 1860 | 1860                                                       |                                                            | 1 699                                                      |                                                            |
| 1870 | 1870                                                       |                                                            | 1 950                                                      |                                                            |
| 1880 | 1880                                                       |                                                            | 2 085                                                      |                                                            |
| 1890 | 1890                                                       |                                                            | 1 764                                                      |                                                            |
| 1900 | 1900                                                       |                                                            | 1 884                                                      |                                                            |
| 1910 | 1910                                                       |                                                            | 2 146                                                      |                                                            |
| 1920 | 1920                                                       |                                                            | 2 218                                                      |                                                            |
| 1930 | 1930                                                       |                                                            | 2 077                                                      |                                                            |
| 1940 | 1940                                                       |                                                            | 2 137                                                      |                                                            |
| 1950 | 1950                                                       |                                                            | 2 322                                                      |                                                            |
| 1960 | 1960                                                       |                                                            | 2 371                                                      |                                                            |
| 1970 | 1970                                                       |                                                            | 2 391                                                      |                                                            |
| 1980 | 1980                                                       |                                                            | 2 471                                                      |                                                            |
| 1990 | 1990                                                       |                                                            | 3 045                                                      |                                                            |
| Anm: Källor: Umeå universitet - Tabellverket 1749-1859, Demografiska databasen, CEDAR, Umeå universitet. |                                                            |                                                            |                                                            |                                                            |

## Personer från Östra Fågelviks socken
- Paul Piltz
- Mats Einarsson